# (16790) Yuuzou
(16790) Yuuzou est un astéroïde de la ceinture principale.

## Description
(16790) Yuuzou est un astéroïde de la ceinture principale. Il fut découvert le 2 janvier 1997 à Chichibu par Naoto Satō. Il présente une orbite caractérisée par un demi-grand axe de 2,71 UA, une excentricité de 0,07 et une inclinaison de 3,0° par rapport à l'écliptique.

## Compléments